# Bezirksklasse Thüringen 1939/40
De Bezirksklasse Thüringen 1939/40 was het zevende voetbalkampioenschap van de Bezirksklasse Thüringen, het tweede niveau onder de Gauliga Mitte en een van de drie reeksen die de tweede klasse vormden.
Door het uitbreken van de Tweede Wereldoorlog ging de competitie pas in december van start en werd deze in twee groepen verdeeld om het aantal wedstrijden te beperken. SC Apolda en SV 08 Steinach werden groepswinnaar, maar doordat Steinach verzaakte aan een eventuele promotie nam Apolda deel aan de eindronde en kon deze ook afdwingen.
VfL 07 Neustadt werd overgeheveld van de Beierse competitie naar de Thüringse. 

## Eindstand

### Groep West
| Plaats | Club              | Wed. | Saldo | Ptn.  |
| ------ | ----------------- | ---- | ----- | ----- |
| 1.     | SC Apolda 1910    | 8    | 27:13 | 13:3  |
| 2.     | SpVgg 02 Erfurt   | 8    | 34:16 | 11:5  |
| 3.     | SC Erfurt 1895    | 8    | 22:19 | 7:9   |
| 4.     | 1. Suhler SV 06   | 8    | 12:28 | 05:11 |
| 5.     | VfB Sömmerda 1911 | 8    | 19:38 | 04:12 |

|  | Groepswinnaar |

### Groep Zuid
| Plaats | Club                    | Wed. | Saldo | Ptn.  |
| ------ | ----------------------- | ---- | ----- | ----- |
| 1.     | SV 08 Steinach          | 10   | 32:17 | 15:5  |
| 2.     | VfL 07 Neustadt/Coburg  | 10   | 40:26 | 12:8  |
| 3.     | 1. FC 07 Lauscha        | 10   | 40:34 | 11:9  |
| 4.     | SpVgg Neuhaus-Igelshieb | 10   | 24:36 | 09:11 |
| 5.     | 1. FC Sonneberg 04      | 10   | 31:37 | 07:13 |
| 6.     | SC 06 Oberlind          | 10   | 21:38 | 06:14 |

## Kreisklasse
Er werd beslist om geen promotie-eindronde te spelen maar alle kampioenen te laten promoveren. Enkel de kampioen van Osterland verzaakte hieraan. 
- [1] - Kreisklasse Wartburg: SV 1899 Mühlhausen
- [2] - Kreisklasse Henneberg: SpVgg Suhl-Heinrichs
- [3] - Kreisklasse Erfurt: FV Germania 07 Ilmenau
- [4] - Kreisklasse Südthüringen: SG Siemens Neuhaus-Schierschnitz
- [5] - Kreisklasse Weimar: VfL 06 Saalfeld
- [6] - Kreisklasse Osterland: 1. FC Greiz [ Verrzaakte aan promotie ]
- [//] - Overheveling uit Gau Bayern: TSV Wildenheid